# Clubul Sportiv Dragonii Vlăsiei

### Istoric
C.S. Dragonii Vlăsiei este un club sportiv care iși desfășoară activitatea în artele marțiale, mai exact în stilul Karate Kyokushin. Clubul a fost fondat în anul 2022 de către Sensei Damian T.V. Deheleanu (2 Dan) și Sensei Ștefan M. Ilie (1 Dan). 

### Mentorii Clubului
Clubul este coordonat de către patru instructori: 
  - Sensei Damian T.V. Deheleanu, absolvent al Universității Naționale de Educație Fizică și Sport și al Centrului Național de Formare și Perfecționare al Antrenorilor; deține licență de arbitru internațional din 2015. 
  - Sensei Ștefan M. Ilie, instructor autorizat și arbitru internațional, cu peste 10 ani de experienta practică și peste 9 ani de experiență didactică; 
  - Sempai Marius C. Marinica, instructor autorizat, sportiv licențiat și arbitru national categoria B, este un sportiv activ în competiții de Karate Kyokushin; 
  - Sempai Valentina N. Turcu, instructor autorizat, cu o experiență îndelungată, încă din copilărie in Karate Kyokushin, reluată după o pauză a revenit la practicarea Karate Kyokushin în perioada recentă. Participă activ la competiții în această disciplina și susține valorile asociate ale stilului Kyokushin, bazate pe respect, echilibru și disciplină.

### Despre club, misiuni, valori
Fondat în 2022 de către Sensei Damian T.V. Deheleanu și Sensei Ștefan M. Ilie, anterior coechipieri în loturi sportive, participând împreună la stagii de pregatire, competiții si activități de arbitraj atât naționale cât și internaționale. Relația lor profesională construită pe bază de respect reciproc și colaborare de lungă durată a stat la baza fondării acestui club.
Clubul are ca obiectiv promovarea stilului Karate Kyokushin, adresându-se persoanelor de toate vârstele si nivelurile de experiență, oferind antrenamente specializate, pregătiri pentru competitii, organizate în conformitate cu stilul disciplinei Karate Kyokushin.
Începand din 2023, CS Dragonii Vlasiei este recunoscut oficial de Ministerul Sportului și este afiliat la IFK Romania (International Federation of Karate), organizație fondatoare a KWU (Kyokushin World Union).

### Rezultate competiții
În prezent (Iulie 2025), cei 34 de membri ai clubului participanți la concursuri au obținut 41 de medalii de aur, 36 de medalii de argint, 18 medalii de bronz și 7 premii speciale la 9 competiții pe parcursul a 2 ani. Cateva concursuri la care au fost membrii prezenti ar fi: FRKIK Open Karate Cup; Campionatul National IFK Romania (2024, 2025), Cupa Sentoki; etc. la probele de Kumite, Kata, Kata sincron, conform https://www.dragonii-vlasiei.ro/rezultate-la-competitii/.

### Programe și Facilitați
C.S. Dragonii Vlasiei oferă programe pentru copii (4-14 ani), adolescenți(15-18 ani) și adulți (18+). Clubul oferă atât opțiuni de agrement cât și de performanță, oferind antrenamente diferențiate pe categorii de vârstă și nivel de experiență în Karate Kyokushin. Antrenamentele se desfășoară în cinci săli, situate în București (sectoarele 1 și 4) și Ilfov (Clinceni, Dascalu)

### Apariții în presă și surse din exterior
Activitatea clubului a fost menționată în materiale video difuzate de TVR: 
TVR- Sensei Damian Deheleanu în direct
(https://www.youtube.com/watch?v=ItaT4XgOB9E&ab_channel=CSDragoniiVlasiei) 
TVR- Sensei Damian Deheleanu vorbind despre obezitatea infantilă
(https://www.youtube.com/watch?v=zRUOPlI5344) 
De asemenea, activitatea clubului, mai specific un examen de grad, a fost reflectată într-un articol publicat online: 
“Examen de grad in Karate Kyokushin la Clubul Sportiv Dragonii Vlasiei”- Coditefericite.ro, iunie 2023
(https://www.coditefericite.ro/17-iunie-2023-examen-de-grad-in-karate-kyokushin-la-clubul-sportiv-dragonii-vlasiei/)